# Doctor Doctor/Lipstick Traces
Doctor Doctor/Lipstick Traces è un singolo del gruppo musicale inglese UFO, pubblicato nel 1974.

## Tracce
Lato A
1. Doctor Doctor – 4:10

Lato B
1. Lipstick Traces – 2:17

### EP
Testi di Michael Schenker e Phil Mogg.
Lato A
1. Doctor Doctor – 3:40

Lato B
1. On With the Action – 4:55
2. Try Me – 4:46

### Singolo
Lato A
1. Doctor Doctor – 3:40 (Schenker, Mogg)

Lato B
1. Only You Can Rock Me – 4:55 (Schenker, Way, Mogg)